# Квалификације за Светско првенство у фудбалу 2022 — УЕФА група И
Група И европских квалификација за Светско првенство у фудбалу 2022. се састојала од 6 репрезентацијаː Енглеска, Пољска, Мађарска, Албанија, Андора и Сан Марино.
Репрезентација Енглеске је као првопласирана репрезентација изборила директан пласман на првенство, док је Пољска као другопласирана репрезентација отишла у бараж. 

## Табела
| Легенда                                           |
| ------------------------------------------------- |
| Репрезентација која се квалификује у првом кругу  |
| Репрезентација која иде у бараж након првог круга |

| Табела групе И | Табела групе И | Табела групе И | Табела групе И | Табела групе И | Табела групе И | Табела групе И | Табела групе И | Табела групе И | Табела групе И |  |          |        |          |          |        |            |  | Домаћи | Домаћи | Домаћи | Домаћи | Домаћи | Домаћи | Домаћи | Гости | Гости | Гости | Гости | Гости | Гости | Гости |
|                | Репрезентација | И              | Д              | Н              | И              | ДГ             | ПГ             | ГР             | Бод.           |  | Енглеска | Пољска | Албанија | Мађарска | Андора | Сан Марино |  | И      | Д      | Н      | И      | ДГ     | ПГ     | Бод.   | И     | Д     | Н     | И     | ДГ    | ПГ    | Бод.  |
| 1.             | Енглеска       | 10             | 8              | 2              | 0              | 39             | 3              | +36            | 26             |  | -        | 2:1    | 5:0      | 1:1      | 4:0    | 5:0        |  | 5      | 4      | 1      | 0      | 17     | 2      | 13     | 5     | 4     | 1     | 0     | 22    | 1     | 13    |
| 2.             | Пољска         | 10             | 6              | 2              | 2              | 30             | 11             | +19            | 20             |  | 1:1      | -      | 4:1      | 1:2      | 3:0    | 5:0        |  | 5      | 3      | 1      | 1      | 14     | 4      | 10     | 5     | 3     | 1     | 1     | 16    | 7     | 10    |
| 3.             | Албанија       | 10             | 6              | 0              | 4              | 12             | 12             | 0              | 18             |  | 0:2      | 0:1    | -        | 1:0      | 1:0    | 5:0        |  | 5      | 3      | 0      | 2      | 7      | 3      | 9      | 5     | 3     | 0     | 2     | 5     | 9     | 9     |
| 4.             | Мађарска       | 10             | 5              | 2              | 3              | 19             | 13             | +6             | 17             |  | 0:4      | 3:3    | 0:1      | -        | 2:1    | 4:0        |  | 5      | 2      | 1      | 2      | 9      | 9      | 7      | 5     | 3     | 1     | 1     | 10    | 4     | 10    |
| 5.             | Андора         | 10             | 2              | 0              | 8              | 8              | 24             | -16            | 6              |  | 0:5      | 1:4    | 0:1      | 1:4      | -      | 2:0        |  | 5      | 1      | 0      | 4      | 4      | 14     | 3      | 5     | 1     | 0     | 4     | 4     | 10    | 3     |
| 6.             | Сан Марино     | 10             | 0              | 0              | 10             | 1              | 46             | -45            | 0              |  | 0:10     | 1:7    | 0:2      | 0:3      | 0:3    | -          |  | 5      | 0      | 0      | 5      | 1      | 25     | 0      | 5     | 0     | 0     | 5     | 0     | 21    | 0     |

## Резултати
| Андора | 0:1    | Албанија   |
| ------ | ------ | ---------- |
|        | Детаљи | Лењани 41’ |

| Енглеска                                                            | 5:0    | Сан Марино |
| ------------------------------------------------------------------- | ------ | ---------- |
| Вард-Проуз 14’ · Калверт-Луин 21’, 53’ · Стерлинг 31’ · Воткинс 83’ | Детаљи |            |

| Мађарска                         | 3:3    | Пољска                                      |
| -------------------------------- | ------ | ------------------------------------------- |
| Шалаи 6’ · Салаи 53’ · Орбан 78’ | Детаљи | Пјонтек 60’ · Јожвјак 61’ · Левандовски 83’ |

| Албанија | 0:2    | Енглеска             |
| -------- | ------ | -------------------- |
|          | Детаљи | Кејн 38’ · Маунт 63’ |

| Пољска                               | 3:0    | Андора |
| ------------------------------------ | ------ | ------ |
| Левандовски 30’, 55’ · Швидерски 88’ | Детаљи |        |

| Сан Марино | 0:3    | Мађарска                                          |
| ---------- | ------ | ------------------------------------------------- |
|            | Детаљи | Салаи 13’ (пен.) · Шалаи 71’ · Николић 88’ (пен.) |

| Андора             | 1:4    | Мађарска                                               |
| ------------------ | ------ | ------------------------------------------------------ |
| Пухол 90+3’ (пен.) | Детаљи | Фиола 45+2’ · Газдаг 51’ · Клајнхајслер 58’ · Него 90’ |

| Енглеска                       | 2:1    | Пољска    |
| ------------------------------ | ------ | --------- |
| Кејн 19’ (пен.) · Мегвајер 85’ | Детаљи | Модер 58’ |

| Сан Марино | 0:2    | Албанија              |
| ---------- | ------ | --------------------- |
|            | Детаљи | Манај 63’ · Узуни 85’ |

| Андора         | 2:0    | Сан Марино |
| -------------- | ------ | ---------- |
| Валес 18’, 24’ | Детаљи |            |

| Мађарска | 0:4    | Енглеска                                          |
| -------- | ------ | ------------------------------------------------- |
|          | Детаљи | Стерлинг 55’ · Кејн 63’ · Мегвајер 69’ · Рајс 87’ |

| Пољска                                                   | 4:1    | Албанија     |
| -------------------------------------------------------- | ------ | ------------ |
| Левандовски 12’ · Букса 44’ · Криховјак 54’ · Линети 89’ | Детаљи | Цикалеши 25’ |

| Албанија  | 1:0    | Мађарска |
| --------- | ------ | -------- |
| Броја 87’ | Детаљи |          |

| Енглеска                                      | 4:0    | Андора |
| --------------------------------------------- | ------ | ------ |
| Лингард 18’, 78’ · Кејн 72’ (пен.) · Сака 84’ | Детаљи |        |

| Сан Марино | 1:7    | Пољска                                                                     |
| ---------- | ------ | -------------------------------------------------------------------------- |
| Нани 48’   | Детаљи | Левандовски 5’, 21’ · Швидерски 16’ · Линети 44’ · Букса 67’, 90+2’, 90+4’ |

| Албанија                                                 | 5:0    | Сан Марино |
| -------------------------------------------------------- | ------ | ---------- |
| Манај 32’ · Лаци 58’ · Броја 61’ · Хисај 68’ · Узуни 80’ | Детаљи |            |

| Мађарска                    | 2:1    | Андора     |
| --------------------------- | ------ | ---------- |
| Салаи 9’ (пен.) · Ботка 18’ | Детаљи | Љовера 82’ |

| Пољска         | 1:1    | Енглеска |
| -------------- | ------ | -------- |
| Шимањски 90+2’ | Детаљи | Кејн 72’ |

| Андора | 0:5    | Енглеска                                                          |
| ------ | ------ | ----------------------------------------------------------------- |
|        | Детаљи | Чилвел 17’ · Сака 40’ · Абрахам 59’ · Вард-Проуз 79’ · Грилиш 86’ |

| Мађарска | 0:1    | Албанија  |
| -------- | ------ | --------- |
|          | Детаљи | Броја 80’ |

| Пољска                                                                    | 5:0    | Сан Марино |
| ------------------------------------------------------------------------- | ------ | ---------- |
| Швидерски 10’ · Броли 20’ (аг.) · Кенџера 50’ · Букса 84’ · Пјонтек 90+1’ | Детаљи |            |

| Албанија | 0:1    | Пољска        |
| -------- | ------ | ------------- |
|          | Детаљи | Швидерски 77’ |

| Енглеска   | 1:1    | Мађарска         |
| ---------- | ------ | ---------------- |
| Стоунс 37’ | Детаљи | Шалаи 24’ (пен.) |

| Сан Марино | 0:3    | Андора                                 |
| ---------- | ------ | -------------------------------------- |
|            | Детаљи | Пухол 10’ · Морено 53’ · Фернандез 89’ |

| Андора    | 1:4    | Пољска                                           |
| --------- | ------ | ------------------------------------------------ |
| Валес 45’ | Детаљи | Левандовски 5’, 73’ · Јожвијак 11’ · Милик 45+2’ |

| Енглеска                                           | 5:0    | Албанија |
| -------------------------------------------------- | ------ | -------- |
| Мегвајер 9’ · Кејн 18’, 33’, 45+2’ · Хендерсон 28’ | Детаљи |          |

| Мађарска                                  | 4:0    | Сан Марино |
| ----------------------------------------- | ------ | ---------- |
| Собослаи 6’, 83’ · Газдаг 22’ · Вечеи 88’ | Детаљи |            |

| Албанија          | 1:0    | Андора |
| ----------------- | ------ | ------ |
| Чекичи 73’ (пен.) | Детаљи |        |

| Пољска        | 1:2    | Мађарска               |
| ------------- | ------ | ---------------------- |
| Швидерски 61’ | Детаљи | Шефер 37’ · Газдаг 80’ |

| Сан Марино | 0:10   | Енглеска |
| ---------- | ------ | --- |
|            | Детаљи | Мегвајер 6’ · Фабри 15’ (аг.) · Кејн 27’ (пен.), 32’, 39’ (пен.), 42’ · Роу 58’ · Мингс 69’ · Абрахам 78’ · Сака 79’ |

## Стрелци
12 голова
| - Хари Кејн |

8 голова
| - Роберт Левандовски |

5 голова
| - Адам Букса | - Карол Швидерски |

4 гола
| - Хари Мегвајер |

3 гола
| - Армандо Броја - Марк Валес | - Букајо Сака - Адам Салаи | - Данијел Газдаг - Роланд Шалаи |

2 гола
| - Мирто Узуни - Реј Манај - Марк Пухол - Доминик Калверт-Луин | - Рахим Стерлинг - Тами Абрахам - Џејмс Вард-Проуз - Џеси Лингард | - Доминик Собослаи - Камил Јожвијак - Карол Линети - Кжиштоф Пјонтек |

1 гол
| - Ељсејд Хисај - Ендри Чекичи - Ермир Лењани - Сокољ Цикалеши - Ћазим Лаци - Макс Љовера - Рикард Фернандез - Серхи Морено - Бен Чилвел - Деклан Рајс - Емил Смит Роу | - Мејсон Маунт - Оли Воткинс - Тајрон Мингс - Џек Грилиш - Џон Стоунс - Џордан Хендерсон - Андраш Шефер - Атила Фиола - Балинт Вечеи - Вили Орбан | - Ендре Ботка - Ласло Клајнхајслер - Лоик Него - Немања Николић - Аркадјуш Милик - Дамијан Шимањски - Гжегож Криховјак - Јакуб Модер - Томаш Кенџера - Никола Нани |

Аутогол
| - Кристијан Броли (против Пољске) - Филипо Фабри (против Енглеске) |